# Джокякарта
Джокякарта (на индонезийски: Yogyakarta; на явански: ꦔꦪꦺꦴꦒꦾꦏꦂꦠ) или накратко Джокджа, е столицата на специалния регион Джокякарта в Индонезия. Градът е важен център на яванските класически култура и изкуство. Джокякарта е известен като образователния център на Индонезия и в него се намират много училища, университети и научни институти.
Джокякарта е столицата на султаната Джокякарта и служи като столица на Индонезия от 1946 до 1948 г. по време на Индонезийската национална революция. Един от кварталите в югоизточната част на града, Котагеде, е столица на султаната Матарам в периода 1587 – 1613 г.
Към 2017 г. населението на самия град възлиза на 422 732 души, а на метрополния регион – 4 010 436 души. Градът има един от най-високите ИЧР в Индонезия.

## История
Към 7 век местността на днешния града е част от будисткото кралство Шайлендра. Към края на 13 век индуистката империя Маджапахит покорява източната част на Ява и територията на днешна Джокякарта попада под нейна власт. През 1602 г. в региона се установяват холандците. По това време той се управлява от могъщия мюсюлмански султанат Матарам. Противопоставяйки се на холандската намеса в яванската политика, султан Хаменгкубуана премества двореца си от Котагеде в Йогя през 1755 г., кръщавайки града Джокякарта. През 1811 г. британците превземат града, а султан Хаменгкубуана II е детрониран и изпратен в изгнание. През 1816 г. холандците си възвръщат контрола над остров Ява, а към 1830 г. колониалното им господство вече е здраво стъпило. След период на японска окупация през Втората световна война се образува република Индонезия. Националната столица е преместена в Джокякарта, когато холандските сили окупират Джакарта през 1946 г. Когато Индонезия окончателно извоюва независимостта си през 1949 г., столицата е преместена обратно в Джакарта, а Джокякарта получава статут на специален регион.
Тежко земетресение удря града през 2006 г., убивайки над 5700 хиляди души и нанасяйки многобройни материални щети.

## География
Площта на града е 32,5 km2, а на целия метрополен район – 2159 km2. Докато той се разпростира във всички посоки султанския дворец Кратон, ядрото на съвременния град се намира в северната част и се е образувало около постройки от холандската колониална епоха и търговския район. Улица „Малиоборо“ е основната търговска улица за туристите в града, докато улица „Соло“ е търговският район, който се посещава главно от местните. В югоизточната част на град се намират големият местен пазар Берингхаржо и реставрираната холандска крепост Вредебург.
Около султанския дворец Кратон се намира гъсто населен жилищен район, който заема земи, които в миналото са били притежание на султана. Доказателства за бившото им приложение са останалите стари стени из града и останките от водния замък Таман Сари, построен през 1758 г. като градина за отдих. Реконструкцията му започва през 2004 г., а в днешно време е популярна туристическа забележителност.
Близо до града се намира вулканът Мерапи, като северните покрайнини на града се изкачват по южните му склонове. Това е най-активният вулкан в Индонезия и изригва редовно от 1548 г. насам, като последното му изригване е от март 2020 г.

### Климат
Климатът в града е тропичен мусонен. Валежите през най-сухия месец, август, са под 60 mm. Най-влажният месец е януари, когато валежите са средно 392 mm. Климатът се влияе от мусоните. Средната годишна температурата е между 26 и 27 °C. Най-топлият месец е април.
| Климатични данни за Джокякарта        | Климатични данни за Джокякарта | Климатични данни за Джокякарта | Климатични данни за Джокякарта | Климатични данни за Джокякарта | Климатични данни за Джокякарта | Климатични данни за Джокякарта | Климатични данни за Джокякарта | Климатични данни за Джокякарта | Климатични данни за Джокякарта | Климатични данни за Джокякарта | Климатични данни за Джокякарта | Климатични данни за Джокякарта | Климатични данни за Джокякарта |
| Месеци                                | яну.                           | фев.                           | март                           | апр.                           | май                            | юни                            | юли                            | авг.                           | сеп.                           | окт.                           | ное.                           | дек.                           | Годишно                        |
| Абсолютни максимални температури (°C) | 31                             | 32                             | 32                             | 33                             | 32                             | 32                             | 32                             | 32                             | 34                             | 35                             | 35                             | 32                             | 35                             |
| Средни максимални температури (°C)    | 29,8                           | 30,2                           | 30,4                           | 31,3                           | 31,1                           | 31,0                           | 30,3                           | 30,7                           | 31,1                           | 31,4                           | 30,7                           | 30,1                           | 30,7                           |
| Средни температури (°C)               | 26,3                           | 26,5                           | 26,6                           | 27,1                           | 26,9                           | 26,2                           | 25,4                           | 25,6                           | 26,4                           | 27,0                           | 26,8                           | 26,4                           | 26,4                           |
| Средни минимални температури (°C)     | 22,9                           | 22,8                           | 22,9                           | 23,0                           | 22,7                           | 21,5                           | 20,6                           | 20,6                           | 21,7                           | 22,7                           | 23,0                           | 22,8                           | 22,3                           |
| Абсолютни минимални температури (°C)  | 20                             | 20                             | 18                             | 20                             | 18                             | 16                             | 17                             | 16                             | 17                             | 18                             | 20                             | 20                             | 16                             |
| Средни месечни валежи (mm)            | 392                            | 299                            | 363                            | 149                            | 141                            | 68                             | 29                             | 16                             | 49                             | 136                            | 237                            | 278                            | 2157                           |
| ------------------------------------- | ------------------------------ | ------------------------------ | ------------------------------ | ------------------------------ | ------------------------------ | ------------------------------ | ------------------------------ | ------------------------------ | ------------------------------ | ------------------------------ | ------------------------------ | ------------------------------ | ------------------------------ |
| Източник:                             |                                |                                |                                |                                |                                |                                |                                |                                |                                |                                |                                |                                |                                |

## Икономика
Третичният сектор играе важна роля в икономиката на града. Той покрива продажбите на едро и дребно, ремонта на моторни превозни средства, транспорта, складирането, ресторантьорството, информацията и комуникациите, финансовите и застрахователните услуги, недвижимите имоти и т.н. Той съставлява 78,28% от регионалния БВП, който към 2017 г. възлиза на 31,31 трилиона рупии. Икономическият растеж на Джокякарта през 2017 г. е 5,24%.
Градът разполага с международно летище. От 1872 г. е свързан с железопътна линия до Джакарта.